# Eoophyla triplaga
Eoophyla triplaga is een vlinder uit de familie van de grasmotten (Crambidae), uit de onderfamilie van de Acentropinae. De wetenschappelijke naam van deze soort is voor het eerst gepubliceerd in 1903 door Oswald Bertram Lower.
De soort komt voor in Australië (Queensland).